# David Huffman (Schauspieler)
David Huffman (* 10. Mai 1945 in Berwyn, Illinois; † 27. Februar 1985 in San Diego, Kalifornien) war ein US-amerikanischer Schauspieler, der sowohl in Kino- als auch in Fernsehfilmen und am Broadway aktiv war. Er war mit Phyllis Huffman verheiratet und wurde 1985 ermordet.

## Mord
Huffman wurde von einem Dieb in San Diego ermordet. Er entdeckte den 16-jährigen Genaro Samano Villanueva, der gerade in einen Wohnwagen eingebrochen war. Er jagte ihn in den Balboa Park, wo Villanueva ihn mit einem Schraubenzieher erstach. 1986 wurde Villanueva, ein illegaler Einwanderer aus Mexiko, zu einer Haftstrafe zwischen 26 Jahren und lebenslänglich verurteilt. Huffman hätte eine Woche später in der Serie Fackeln im Sturm mitgespielt. Im Dezember 2011 wurde Villanueva eine Begnadigung für die nächsten 15 Jahre verweigert.

## Filmografie (Auswahl)
- 1974: The Gun
- 1976: Der Preis der Macht (Captains and the Kings) (Fernsehserie, drei Episoden)
- 1978: Amok-Jagd (Wolf Lake)
- 1978: F.I.S.T. – Ein Mann geht seinen Weg (F.I.S.T.)
- 1978: Wir fliegen auf dem Wind (The Winds of Kitty Hawk) (Fernsehfilm)
- 1978: Eisfieber (Ice Castles)
- 1979: Mord im Zwiebelfeld (The Onion Field)
- 1979–1983: Trapper John, M.D. (Fernsehserie, zwei Episoden)
- 1980: Leo und Loree (Leo and Loree)
- 1980: Blood Beach
- 1980: Ein Baby im Haus (Baby Comes Home)
- 1981: Mount St. Helens – Der Killervulkan (St. Helens)
- 1982: Firefox
- 1982: Unsere kleine Farm (Little House on the Prairie, Fernsehserie, Episode 9x11)
- 1983: Flug aus der Hölle (Last Plane Out)
- 1984: T. J. Hooker (Fernsehserie, Episode 3x13)

## Broadway
- Butterflies Are Free (21. Oktober 1969 bis 2. Juli 1972)